# Service Creek
Service Creek es un área no incorporada ubicada en el condado de Wheeler en el estado estadounidense de Oregón. Service Creek se encuentra ubicada al norte de la Ruta de Oregón 19 con la intersección de la Ruta de Oregón 207.

## Geografía
Service Creek se encuentra ubicado en las coordenadas 44°47′51″N 120°00′30″O / 44.79750, -120.00833.